# Kramerhof
Kramerhof est une commune rurale allemande au nord-ouest de Stralsund dans l'arrondissement de Poméranie-Occidentale-Rügen, appartenant au canton d'Altenpleen. Un petit aérodrome se trouve à Groß Kedingshagen.

## Municipalité
La municipalité, outre le village de Kramerhof, englobe les villages et hameaux de Klein Kedingshagen et Groß Kedingshagen (connu pour son château néogothique), Groß Damitz, Parow (connu pour son château néorenaissance) et Vogelsang.

## Histoire
Le village de Kedingshagen est mentionné pour la première fois en 1318 et Kramerhof en était un des hameaux. Il appartenait à la ville de Stralsund et puis aux descendants du consul Bartel du début du XIXe siècle, jusqu'en 1937. Après la guerre de Trente Ans, il fait partie de la Poméranie suédoise. Il revient au royaume de Prusse après le congrès de Vienne de 1815 et fait partie de la province de Poméranie. Du temps de la république démocratique allemande, il faisait partie du district de Rostock.

## Lieux et monuments
- Château de Groß Kedingshagen